# Dit del peu en martell
|  | No s'ha de confondre amb dit en martell. |

El dit del peu en martell és el nom que se li dona a una deformitat d'un dit del peu, principalment la tercera falange del peu, en el qual adopta una actitud flexionada, doblant l'extrem del dit cap avall, donada per un moviment de flexió forçada i brusca de la tercera falange.